# سینمای ایرلند شمالی

به نام پدر ساخته جیم شریدان

سینمای ایرلند شمالی (انگلیسی: Cinema of Northern Ireland) بدنه کوچک و محدودی دارد. آنچه که به عنوان فیلم مستقل یا فیلم بلند و مستند در این منطقه ساخته شده عمدتاً به مشکلات سیاسی آن اشاره داشته‌است. با این همه از سال ۱۹۹۸ بدینسو با برقراری صلح این روند بهتر شده و در آثار سینمایی محدود ایرلند شمالی به موضوعات دیگر نیز پرداخته شده‌است.

## فیلم‌های فیلمبرداری شده در ایرلند شمالی[۱]
- بازی پاتریوت
- هنسی
- متعلق به شیطان
- والاحضرت
- شهر اخگر
- کریستوفر و نوعش
- نیایش برای مرگ
- مرد ناجور
- به نام پدر
- گرسنگی
- پنج دقیقه از بهشت
- پنجاه مرده متحرک
- بازی گریه
- بستن حلقه
- بمب گیلاس
- کال
- بوکسور
- یکشنبه خونین
- ۷۱